# Liste de fromages espagnols

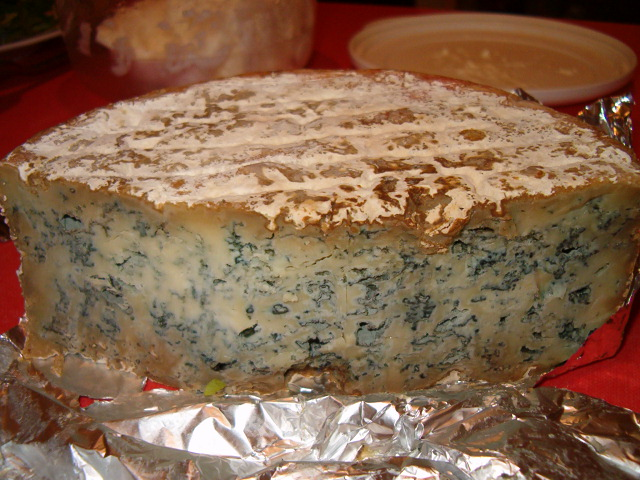
Cabrales.

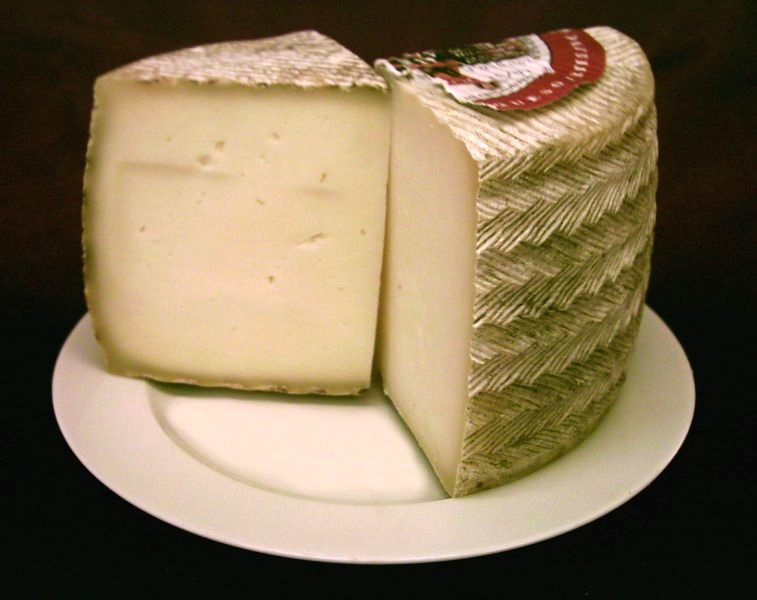
Manchego.

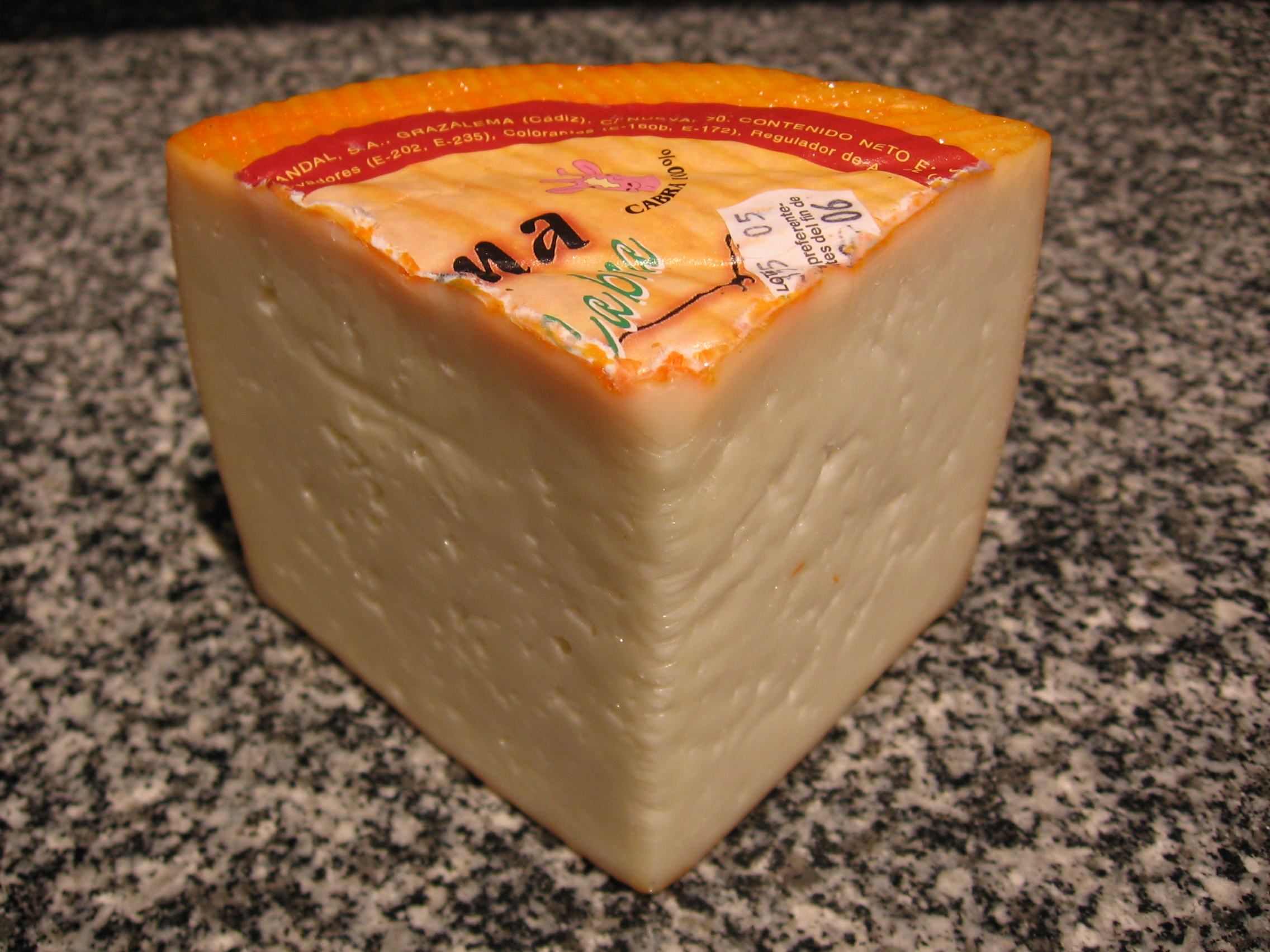
Fromage de chèvre de la Sierra de Grazalema.

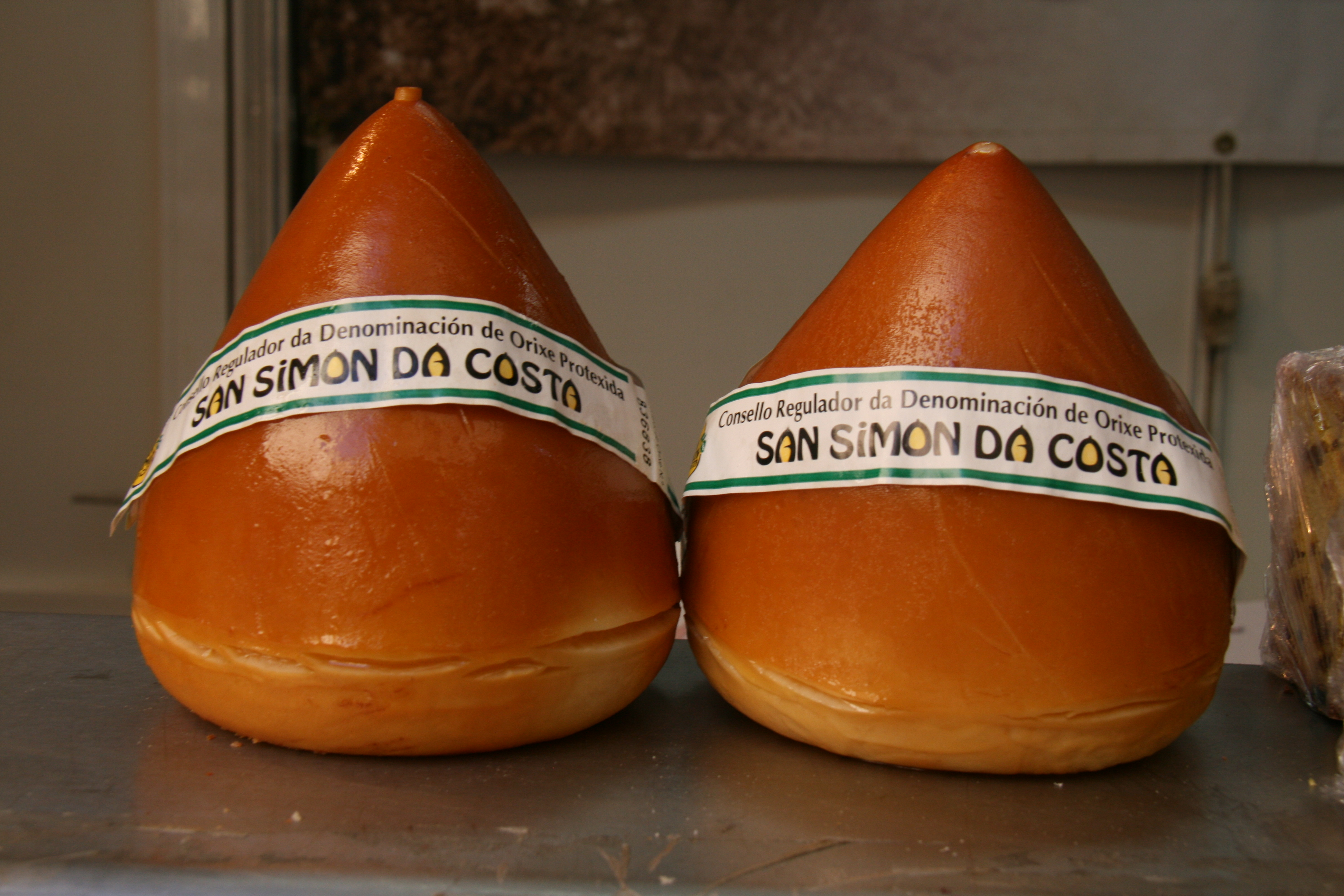
San simon da costa.

Cet article contient une liste des fromages espagnols.

## Liste par communauté autonome

### Andalousie
- Las Alpujarras

### Aragon
- Tronchón

### Asturies
- Afuega'l pitu, AOP
- Arangas (es)
- Cabrales, AOP
- Casín, AOP
- Gamonéu, AOP
- Los Beyos, IGP
- Monje Picón
- Peñamellera (es)
- La Peral (es)
- Pría (es)
- Urbiés (es)

### Baléares
- Maó (queso Mahón-Menorca en espagnol et Formatge de Maó en catalan), AOP

### Canaries
- Guía, AOP
- Majorero, AOP
- Palmero, AOP

### Cantabria
- Nata de Cantabrie, AOP
- Quesucos de Liébana, AOP
- Picón Bejes-Tresviso, AOP

### Castille-La Manche
- Manchego, AOP

### Castille-Léon
- Burgos
- Castellano, IGP
- Picón de Valdeón
- Villalón (es) (aussi appelé pata de mulo)
- Zamorano, AOP

### Catalogne
- Alt Urgell i la Cerdanya, AOP
- Garrotxa
- Llenguat (ca)
- Mató
- Serrat (es)
- Tupí

### Communauté valencienne
- Blanquet (es)
- Cassoleta (es)
- La Nucía (es)
- Tronchón
- servilleta (es)

### Estrémadure
- Acehúche, IGP
- Torta del Casar, AOP
- Ibores, AOP
- Fromage de La Serena, (ou torta de La Serena), AOP

### Galice
- Arzúa-Ulloa, AOP
- Cebreiro, AOP
- San simon da costa, AOP
- Queso tetilla, AOP

### La Rioja
- Camerano, AOP

### Murcie
- Murcie (es), AOP
- Murcie au vin, AOP

### Navarre
- Idiazábal, AOP
- Roncal, AOP

### Pays basque
- Idiazábal, AOP